# Oroszország demográfiája
A 2021-es népszámláláskor Oroszország lakossága 147,2 millió fő volt. Európa legnépesebb országa, a világ kilencedik legnépesebb országa, népsűrűsége 8,5 lakos/négyzetkilométer (22 lakos/négyzetmérföld). 2020-ban Oroszországban a születéskor várható teljes élettartam 71,54 év volt (férfiaknál 66,49 év, nőknél 76,43 év).
1992 és 2012 között, majd 2016 óta ismét meghaladta Oroszország halálozási aránya a születési arányt, amit az elemzők demográfiai válságnak neveztek, ennek következtében az ország népessége elöregedett, az ország lakosainak átlagéletkora 40,3 év. 2009-ben Oroszországban tizenöt év óta először regisztráltak éves népességnövekedést; a 2010-es évek közepén Oroszországban a csökkenő halálozási arányok, a megnövekedett születési arányok és a bevándorlás növekedése miatt növekedett a népesség. 2020 és 2021 között, az ukrajnai orosz inváziót megelőzően Oroszország népessége a COVID-19 világjárvány okozta többlethalálozás miatt a történelem során feljegyzett legnagyobb békeidőszaki csökkenésen ment keresztül, emellett legalább 1 millió orosz menekült el az országból az ukrajnai háborúba való besorozás elől.

## Etnikumok
Oroszország többnemzetiségű állam, országszerte több mint 193 etnikai csoportnak ad otthont. A 2021-es népszámláláskor a lakosság közel 72%-a orosz etnikumú volt, és a lakosság mintegy 19%-a tartozott etnikai kisebbségekhez. Az ENSZ szerint Oroszország bevándorló népessége a világ harmadik legnagyobbja, több mint 11,6 millió fő; többségük más posztszovjet államokból származik.

### Etnikai megoszlás

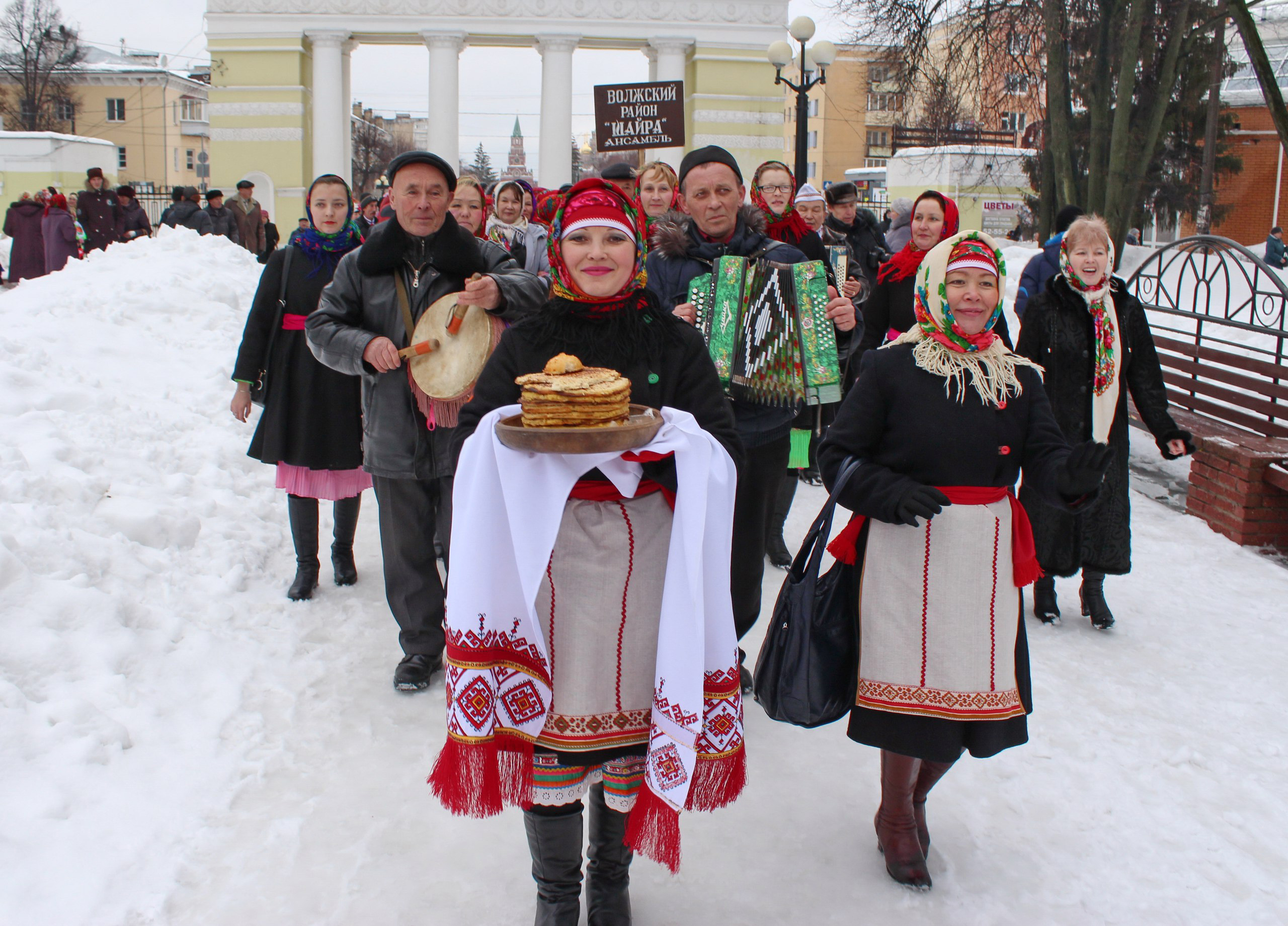
Marik

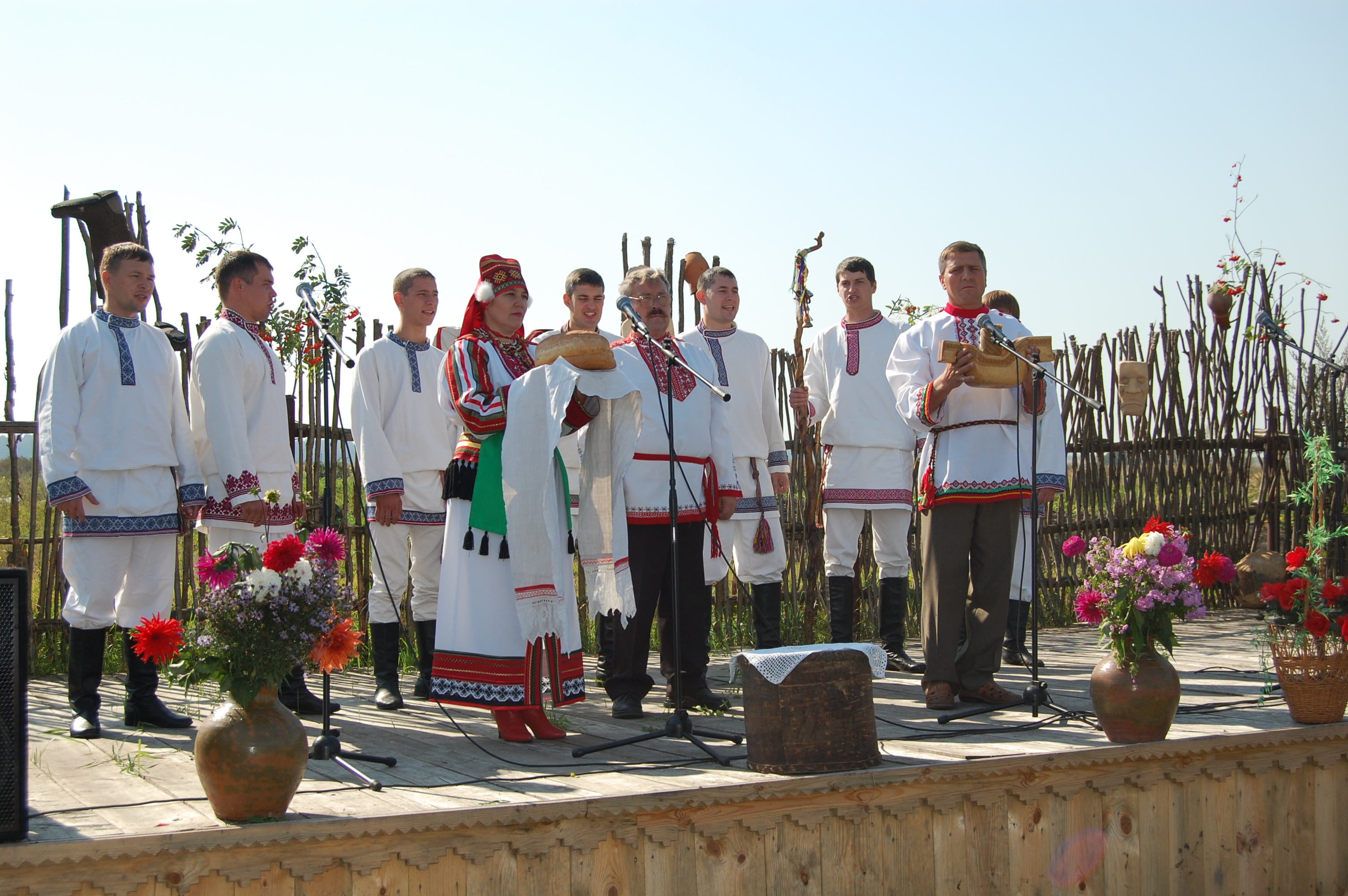
Mordvinok

| Etnikum        | 2002        | 2002  | 2010        | 2010  | 2010            |
| Etnikum        | fő          | arány | fő          | arány | tendencia       |
| -------------- | ----------- | ----- | ----------- | ----- | --------------- |
| orosz          | 115 819 107 | 79,8% | 111 016 896 | 77,7% | csökkenő        |
| tatár          | 5 554 601   | 3,8%  | 5 310 649   | 3,7%  | enyhén csökkenő |
| ukrán          | 2 942 961   | 2,0%  | 1 927 988   | 1,35% | erősen csökkenő |
| baskír         | 1 673 389   | 1,2%  | 1 584 554   | 1,1%  | enyhén csökkenő |
| csuvas         | 1 637 094   | 1,1%  | 1 435 872   | 1,0%  | csökkenő        |
| csecsen        | 1 360 253   | 0,9%  | 1 431 360   | 1,0%  | növekvő         |
| örmény         | 1 130 491   | 0,8%  | 1 182 388   | 0,8%  | növekvő         |
| kaukázusi avar | 814 473     | 0,6%  | 912 090     | 0,6%  | növekvő         |
| egyéb          |             | 9,8%  |             | 10,5% |                 |

| Etnikum                                                | 2002    | 2002  | 2010    | 2010  | 2010                            |
| Etnikum                                                | fő      | arány | fő      | arány | tendencia                       |
| ------------------------------------------------------ | ------- | ----- | ------- | ----- | ------------------------------- |
| mordvin                                                | 843 350 | 0,6%  | 744 237 | 0,5%  | csökkenő, Mordvinföldön növekvő |
| udmurt                                                 | 636 906 | 0,4%  | 552 299 | 0,4%  | csökkenő                        |
| mari                                                   | 604 298 | 0,4%  | 547 605 | 0,4%  | csökkenő                        |
| komi                                                   | 293 406 | 0,2%  | 228 235 | 0,2%  | erősen csökkenő                 |
| komi-permják                                           | 125 235 | 0,1%  | 94 456  | 0,1%  | erősen csökkenő                 |
| karjalai                                               | 93 344  | 0,1%  | 60 815  |       | erősen csökkenő                 |
| nyenyec                                                | 41 302  |       | 44 640  |       | növekvő                         |
| hantik                                                 | 28 678  |       | 30 943  |       | növekvő                         |
| finn                                                   | 34 050  |       | 20 267  |       | erősen csökkenő                 |
| észt                                                   | 28 113  |       | 17 875  |       | erősen csökkenő                 |
| manysik                                                | 11 432  |       | 12 269  |       | növekvő                         |
| vepsze                                                 | 8 240   |       | 5 936   |       | erősen csökkenő                 |
| A többi finnugor nép kevesebb mint 5000 fős népességű. |         |       |         |       |                                 |

## Vallás
Az ország alkotmánya szerint Oroszország szekuláris állam. A domináns vallása a kereszténység. Itt él a világ legnagyobb ortodox lakossága.
A Szovjetunió 1991-es felbomlása óta a szibériai sámánizmus is újjáéledt és új vallási mozgalmak jöttek létre Oroszország-szerte. Az alkotmány az Orosz Föderációt szekuláris államként határozza meg.
A nyugati megfigyelők alapján a vallásszabadság orosz hatóságok általi tiszteletben tartása az 1990-es évek vége és a 2000-es évek eleje óta csökkent. Például a Jehova Tanúi tevékenysége a 2020-as évek elején be van tiltva az országban.

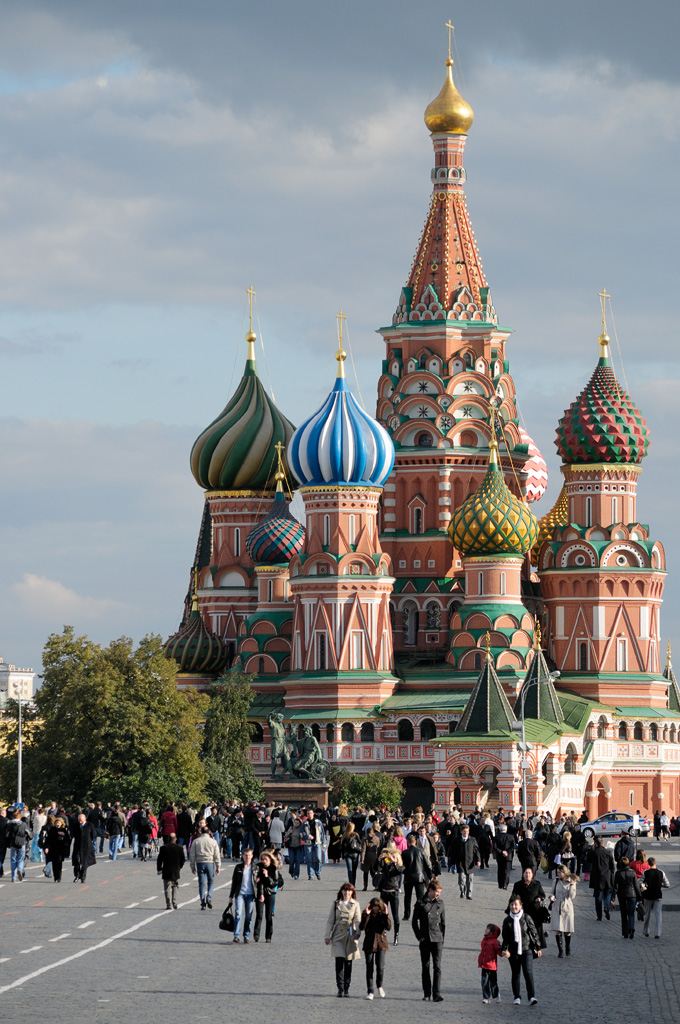
Boldog Vazul ortodox székesegyház Moszkvában

Nincs hivatalos statisztika az egyházak vagy vallási szervezetek tagságáról: a törvény tiltja, hogy a polgárokat a vallási hovatartozásuk nyilatkozatára kötelezzék. Az oroszok vallásossága, vallási világképe csak a felmérések alapján ítélhető meg.
2021-ben a ВЦИО́М (Összoroszországi Közvélemény-kutatási Központ) adatai szerint a lakosság vallási összetétele a következő:
- ortodox  – 66%
- nem hívő - 14%
- muszlim  - 6%
- „a hit és hitetlenség között ingadozik” - 6%
- "hívő, de felekezet nélküli" - 4%
- (a felsoroltakon kívül) más vallású - 2%
- protestantizmus  - 1%
- buddhizmus  - 1%
- nehéznek találta a konkrét választ - 1%
- katolicizmus  - ~0%
- judaizmus  - ~0%

## Népesség
Demográfiai statisztikák a legfrissebb Roszsztat népességstatisztika szerint és a World Population Review 2019-ben.
- Egy születés minden 22. másodpercben[26]
- Egy halálozás minden 13. másodpercben[26]
- A népesség csökkenése egy fővel minden 30. másodpercben[26]

### Demográfiai krízis

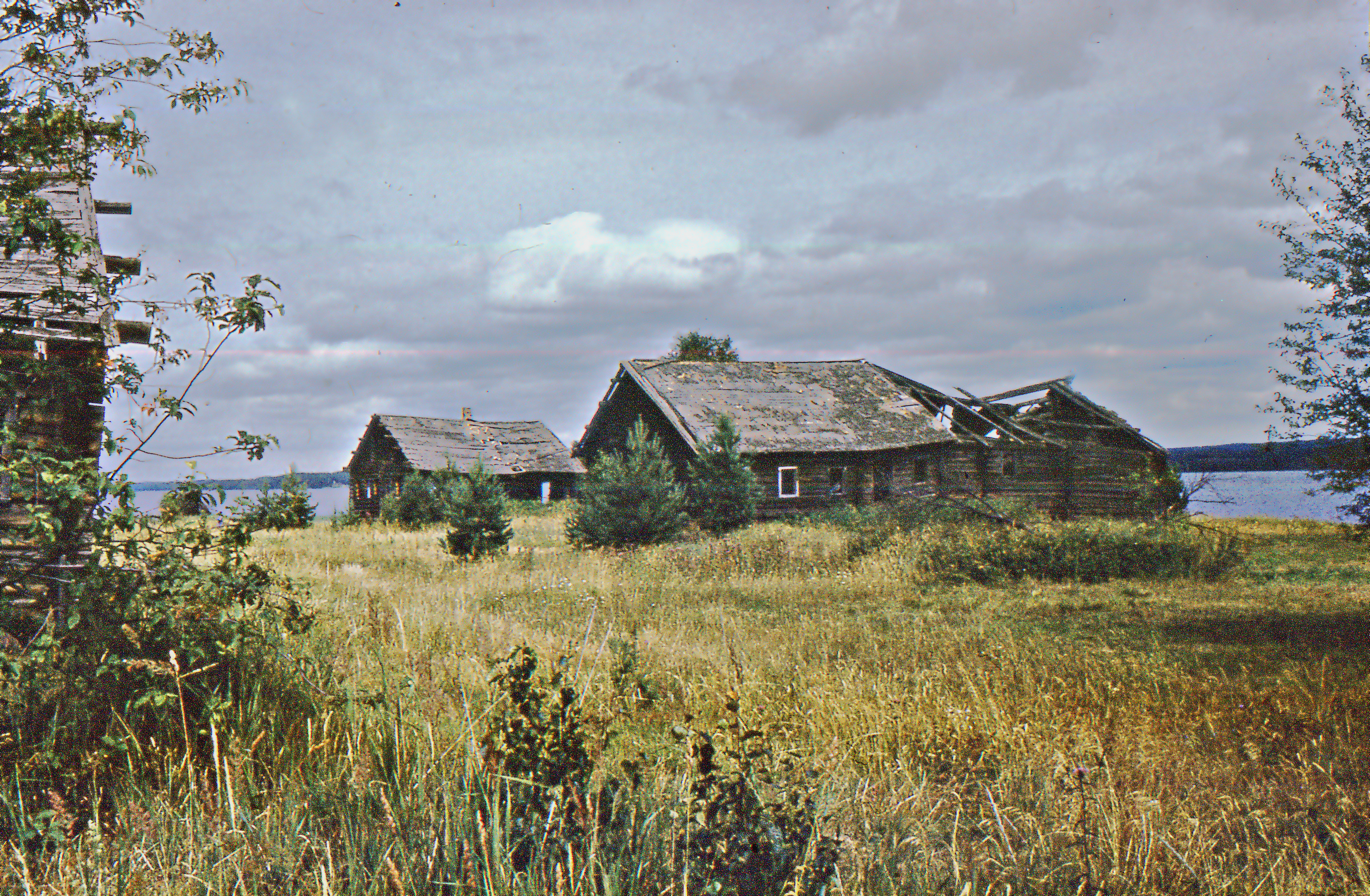
Több ezer elhagyott falu van szétszórva Oroszországban.

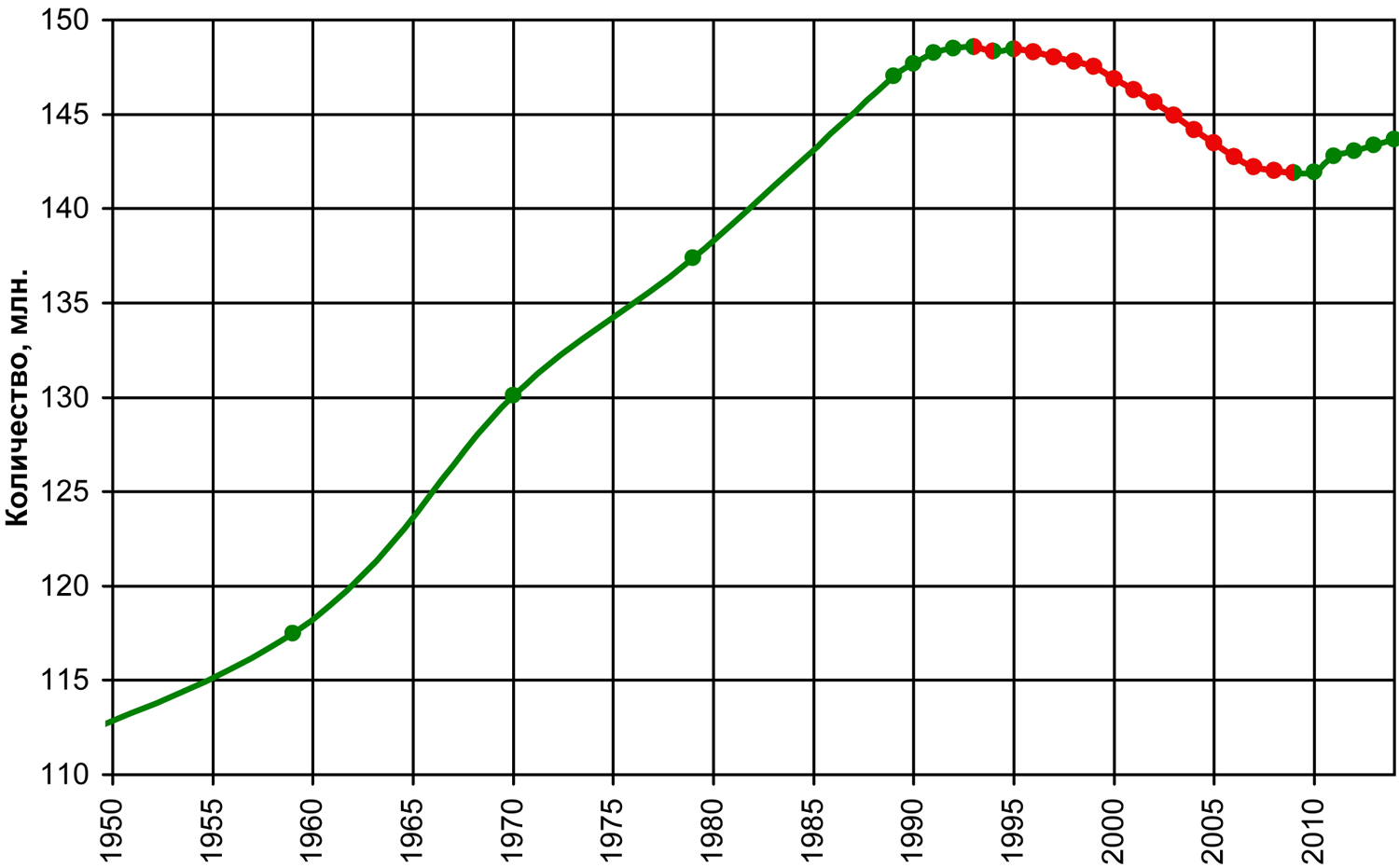
A népesség változása 1950 és 2010 között

Miután 1991-ben 148 689 000 fővel elérte a csúcsot, a lakosság száma ezután csökkent, és 2008-ra 142 737 196 főre esett vissza. Oroszország egyre inkább a bevándorlásra támaszkodik a népesség megtartása érdekében. 1994 óta 2021-ben volt a legmagasabb a nettó bevándorlás, ennek ellenére összességében kis mértékben csökkent a lakosság száma, 146,1 millióról 145,4 millióra 2021-ben, ami több mint egy évtized óta a legnagyobb csökkenés.
A természetes népesség 2020 októbere és 2021 szeptembere között 997 000 fővel csökkent (a születések és a halálozások számának különbsége egy adott időszakban). 2020 januárjában, 2021-ben és 2022-ben a természetes halálozási arányszám egyenként közel kétszerese volt a természetes születési arányszámnak.
Ukrajna 2022-es orosz invázióját követően az országban elmélyült a demográfiai válság, mivel az ország magas katonai halálesetekkel küzd, miközben a nyugati tömeges szankciók és bojkottok által okozott újbóli agyelszívással és a humán tőke elvándorlásával kell szembenéznie. Sok kommentátor azt jósolja, hogy a helyzet rosszabb lesz, mint az 1990-es években.
A The Economist 2023 márciusában arról számolt be, hogy "Az elmúlt három évben az ország mintegy 2 millióval több embert veszített el, mint amennyit rendes körülmények között elveszített volna a [ukrajnai] háború, a betegségek és az elvándorlás következtében."
Az ENSZ előrejelzése szerint a 2021-ben kezdődött csökkenés folytatódni fog, és ha a jelenlegi demográfiai feltételek fennmaradnak, Oroszország lakossága ötven év múlva 120 millió lesz, ami körülbelül 17%-os csökkenést jelent. 2024 januárjában a Roszsztat orosz statisztikai hivatal azt jósolta, hogy Oroszország lakossága 2046-ra 130 millióra csökkenhet.

### Termékenység

Oroszország lakossági korösszetételű piramisa 1946 és 2023 között

1993 és 2008 között az ország népessége nagymértékben csökkent, 148 millióról 143 millióra. Az 1987-es 2,5 millióról 1997 óta az évi születések száma óriási, 50%-os csökkenést mutat, de a jelenlegi 1,42-es termékenységi ráta még mindig magasabb, mint az 1990-es években.
2022 elején 320 400 baba született január és március között, 16 600-zal kevesebb, mint 2021 január-márciusában. A halálozások száma csaknem kétszer annyi volt (584 700), mint a születéseké. A nyers születési arányszám - 8,9/100 000 lakos - a legalacsonyabb volt 2000 óta.
Oroszországban az egyik legalacsonyabb a termékenységi ráta a világon: 2022-ben 1,42 gyermek jut egy nőre, ami elmarad a 2,1 gyermek/nő értéktől, amelyet el kell érnie a népesség megtartásához. 2022-ben az évtizedek óta tartó alacsony termékenység következtében az orosz népesség a világ egyik legidősebbje, átlagosan 40,3 éves.

## Egészség

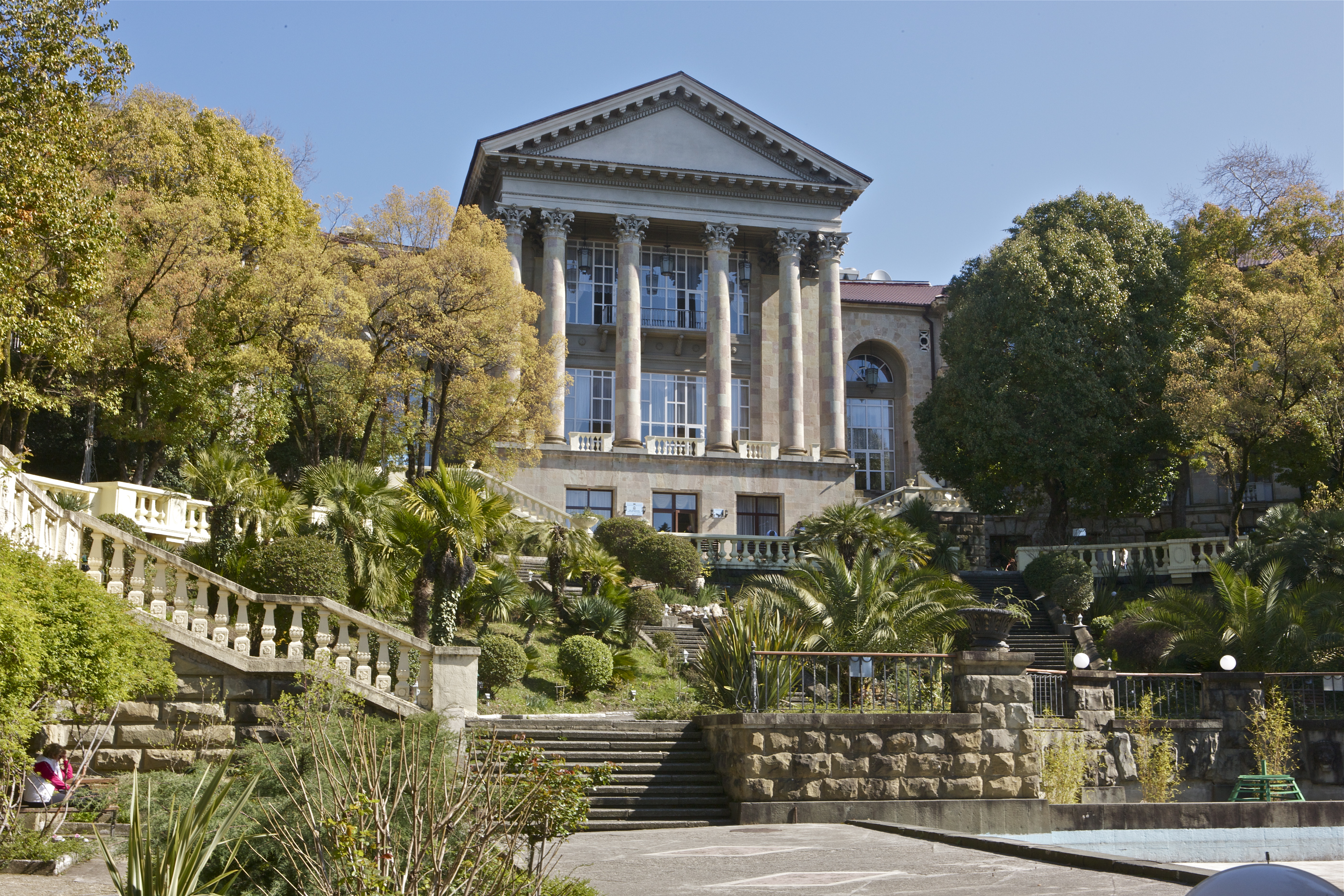
Metallurg, egy szovjet-korabeli szanatórium Szocsiban

Oroszország alkotmánya garantálja az ingyenes, egyetemes egészségügyi ellátást minden orosz állampolgár számára a kötelező állami egészségbiztosítási programon keresztül.. Az Orosz Föderáció Egészségügyi Minisztériuma felügyeli az orosz állami egészségügyi rendszert, és az ágazat több mint kétmillió embert foglalkoztat. A szövetségi régióknak is vannak saját egészségügyi minisztériumaik, amelyek a helyi közigazgatást felügyelik. Oroszországban a magán egészségügyi ellátáshoz való hozzáféréshez külön magán egészségbiztosítás szükséges.
Oroszország 2018-ban GDP-jének 5,32%-át költötte az egészségügyre. 2018-ban egészségügyi kiadásai jelentősen alacsonyabbak, mint más fejlett országoké. Oroszországban a világ egyik leginkább nőies nemi arányú országa, ahol minden nőre 0,859 férfi jut,, a magas férfi halálozási arány miatt. 2019-ben Oroszországban a születéskor várható teljes élettartam 73,2 év volt (68,2 év a férfiaknál és 78,0 év a nőknél), és nagyon alacsony volt a csecsemőhalandóság (1000 élveszületésre 5).
Oroszországban a legfőbb halálozási okok a szív- és érrendszeri betegségek. Az elhízás Oroszországban elterjedt egészségügyi probléma; 2016-ban az orosz felnőttek 61,1%-a volt túlsúlyos vagy elhízott. Oroszországban azonban a történelmileg magas alkoholfogyasztási arány az ország legnagyobb egészségügyi problémája, mivel ez továbbra is az egyik legmagasabb a világon, annak ellenére, hogy az elmúlt évtizedben jelentősen csökkent. A dohányzás egy másik egészségügyi probléma az országban. Az országban magas az öngyilkosságok száma, bár csökkenőben van, továbbra is jelentős társadalmi probléma.

### COVID-19
Oroszországban volt az egyik legtöbb megerősített COVID-19 eset a világon. A hivatalos kormányzati demográfiai statisztikákból származó, a születéseken és halálozásokon alapuló, a migrációt kizáró többlethalálozások elemzése azt mutatta, hogy Oroszországban békeidőben az eddigi legnagyobb éves népességcsökkenés volt, 2020 októbere és 2021 szeptembere között 997 000 fővel csökkent a népesség, amit Alekszej Raksa demográfus úgy értelmezett, hogy elsősorban a COVID-19 világjárvány miatt.